# Nový hřbitov Velká Střelná
Nový hřbitov Velká Střelná (německy Gross Waltersdorf Neuer Friedhof) se nachází na okraji Součinnostní střelnice Velká Střelná pod řídící věží, západně od zaniklé německé vesnice Velká Střelná ve vojenském újezdu Libavá v Oderských vrších v okrese Olomouc v Olomouckém kraji. Vzhledem k tomu, že místo se nachází ve vojenském prostoru, tak je bez povolení nepřístupné. Avšak obvykle jedenkrát ročně může být místo a jeho okolí přístupné veřejnosti v rámci cyklo-turistické akce Bílý kámen.

## Historie
Nový hřbitov ve Velké Střelné, byl malý hřbitov postavený za vesnicí Velká Střelná. Byl vysvěcen v roce 1923 a používal se namísto starého hřbitova. V současnosti se nachází na okrajové ploše vojenské Součinnostní střelnice Velká střelná. Na místě lze nalézt několik náhrobků, informační tabuli a kříž. Hřbitov byl pietně označen v roce 2014 a o jeho údržbu se starají dobrovolníci.

## Galerie

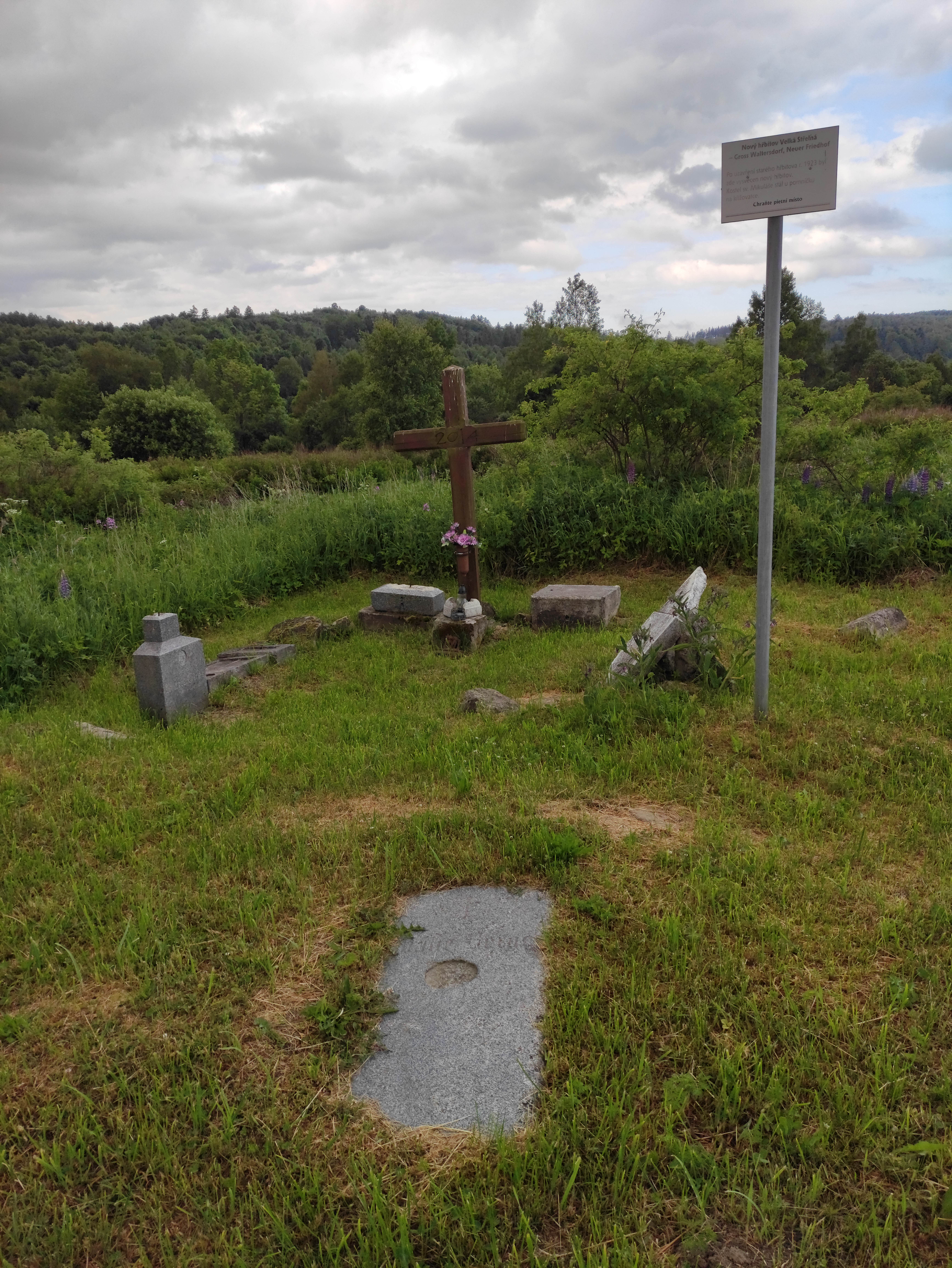